# Werner Forman
Werner Forman (Praga, 13 de enero de 1921 - Londres, 13 de febrero de 2010) fue un fotógrafo checo. A lo largo de su carrera documentó visualmente muchas de las antiguas civilizaciones del mundo y culturas no europeas. 

## Familia
Nacido en Praga, se inició en la fotografía durante su adolescencia. Durante la ocupación alemana en la Segunda Guerra Mundial documentó para la Resistencia las atrocidades cometidas en el campo de concentración de Terezin (Theresienstadt). Cuando en 1942 la Gestapo lo cogió con su grupo, Forman eludió el arresto uniéndose a un grupo de jóvenes checos que iban a trabajar a Alemania. Allí contrajo la escarlatina y se le permitió volver a Praga, sólo para ser arrestado con su hermano, su padre y su madre judía y enviado a un campo de concentración.

## Carrera
Después de la guerra, Forman desarrolló su interés en el arte oriental, contribuyendo con artículos y fotografías a la publicación Nový Orient (Nuevo Oriente). El tema de su primer libro fue el arte chino en las colecciones checas con un texto del editor de Nový Orient, Lubor Hájek. Fue publicado en 1954 no sólo en checo sino también en inglés y alemán por Artia, editorial de Praga en lenguas extranjeras. La sensible fotografía de Werner Forman y el llamativo diseño de su hermano Bedřich hizo de este libro un éxito superventas internacional. Para satisfacer la inesperada demanda, tuvo que ser reimpreso en varias ocasiones en ambos idiomas. La fotografía de Forman impresionó a las autoridades chinas y en el año 1956 invitaron a los hermanos a pasar dos meses visitando museos y celebrando seminarios para fotógrafos chinos.
Los hermanos Forman fueron después invitados a visitar Corea del Norte y Vietnam, en misiones similares.
En 1962 la Editorial de Arte del Pueblo en Pekín publicó un volumen de 268 fotografías a toda página tomadas por Werner Forman en diez museos, con pies de foto en chino, inglés y ruso. Tan pronto como fue terminada, toda la producción fue destruida después de la caída en desgracia del oficial responsable del proyecto. Sólo quedan unas copias del libro. 
En los años siguientes, Artia produjo cuarenta volúmenes de Werner Forman, incluyendo monografías de cinco importantes colecciones en el Museo Británico, con textos de los curadores. Se debieron al compromiso del editor Paul Hamlyn, que encontró un mercado ya formado para la obra de Forman. Otro proyecto semejante fue Egyptian Art ("Arte egipcio", 1962), presentando la colección renovada del Museo Egipcio de El Cairo.
Después de la ocupación soviética de Checoslovaquia en 1968 Werner Forman convirtió a Londres en su nueva base y trabajó inicialmente para Weidenfeld & Nicolson. Desde mediados de los setenta editó para Orbis Publishing una nueva serie llamada Echoes of the Ancient World ("Ecos del mundo antiguo"). Se publicaron quince volúmenes en total, reeditados en numerosos idiomas sobre temas tan variados como los aztecas, la China de la dinastía T'ang, los vikingos y los maoríes. En 1992 sus fotografías enriquecieron The Life in Ancient Egypt ("La vida en el Egipto antiguo") de Eugen Strouhal, y en consecuencia el libro fue comprado por editoriales de once países en nueve idiomas. Harvill Press publicó grandes libros fotográficos titulados Werner Forman's New Zealand ("La Nueva Zelanda de Werner Forman", 1994) y en Phoenix rising - United Arab Emirates: Past, Present and Future ("El Fénix que resurge: Emiratos Árabes Unidos: pasado, presente y futuro", 1996). En 1997 se celebró una exposición con sus fotografías de Arte en el Egipto antiguo en el Museo Nacional de Praga. 
Habiendo fotografiado en el curso de su larga carrera monumentos y artefactos culturales en cincuenta y cinco países, Werner Forman ha dejado un valiosísimo archivo fotográfico.

## Libros ilustrados con fotografías de Werner Forman
- 1954 A Book of Chinese Art ("Un libro de arte chino"). Spring Books (texto de Lubor Hájek)
- 1955 Hokusai: the Man Mad-on-Drawing ("Hokusai: el hombre loco por el dibujo"). Spring Books (texto de Joe Hloucha)
- 1956 Prehistoric Art ("Arte prehistórico"). Spring Books (texto de Josef Poulík)
- 1956 Exotic Art ("Arte exótico"). Spring Books (editado por Lubor Hájek)
- 1957 Art of Far Lands ("Arte de tierras lejanas"). Spring Books (editado por Lubor Hájek)
- 1957 Harunobu ("Harunobu"). Spring Books (editado por Lubor Hájek)
- 1957 Japanese Woodcuts: Early Periods ("Grabados japoneses: primeros períodos"). Spring Books (texto de Lubor Hájek)
- 1957 A Book of Tapestries ("Un libro de tapices") Spring Books (texto de Jarmila Blažkova)
- 1958 Utamaro: Portraits in the Japanese Woodcut ("Utamaro. Retratos en el grabado japonés"). Spring Books (texto de Lubor Hájek)
- 1958 Swords and Daggers of Indonesia ("Espadas y dagas de Indonesia") Spring books (texto de Václav Šolc)
- 1958 The Parthenon Frieze ("El friso del Partenón") Spring Books (texto de D.E.L. Haynes)
- 1958 Afro-Portuguese Ivories ("Marfiles afroportugueses") Batchworth Press (texto de William Fagg)
- 1958 Cylinder Seals of Western Asia ("Sellos cilíndricos de Asia occidental") Batchworth Press (texto de D. J. Wiseman)
- 1960 Miniatures from the East ("Miniaturas del Este"). Spring Books (texto de Lubor Hájek)
- 1960 Indian Miniatures of the Moghul School ("Miniaturas indias de la escuela mogola"). Spring Books (texto de Lubor Hájek)
- 1960 Benin Art ("Arte de Benín") Batchworth Press (texto de Philip Dark)
- 1960 Assyrian Palace Reliefs and their Influence on the Sculptures of Babylonia and Persia ("Relieves palaciegos asirios y su influencia en las esculturas de Babilonia y Persia") Batchworth Press (texto de , R. D. Barnett)
- 1960 Persian Fables ("Fábulas persas") Spring Books (texto de Jan Vladislav & Věra Kubíčkova)
- 1960 The Face of Ancient China ("El rostro de la China antigua") Spring Books (texto de Bedřich Forman)
- 1960 Old Venetian Glass ("Antiguo cristal veneciano") Spring Books (texto de Karel Hetteš)
- 1960 Japanese Netsuke ("Netsuke japonés") Spring Books (texto de Lída Vilímova)
- 1960 Chinese paper Cut-Outs ("Recortables en papel chinos") Spring Books (texto de Josef Hejzlar)
- 1960 Tapestries from Egypt: Woven by the Children of Harrania ("Tapices de Egipto: tejidos por los niños de Harrania") Paul Hamlyn Publisher (texto de Ramses Wissa Wassef)
- 1962 Limoges Enamels ("Esmaltes de Limoges") Spring Books (texto de Marie-Madeleine Gauthier & Madeleine Marcheix)
- 1962 Egyptian Art ("Arte egipcio") Peter Nevill (texto de Milada Vilímkova)
- 1962 The Relics of Ancient China ("Las reliquias de la China antigua") Guozi Shudian (texto de Zhen Zhen To)
- 1962 The Art of Ancient Korea ("El arte de la Corea antigua") Peter Nevill (texto de Jaroslav Bařinka)
- 1962 Indian Sculpture: Masterpieces of Indian, Khmer and Cham Art ("Escultura india: obras maestras del arte indio, jmer y cham") Marguerite-Marie Deneck
- 1963 The Jenghiz Khan Miniatures from the Court of Akbar the Great ("Las miniaturas del Jan Jenghiz de la corte de Akbar el grande") Spring Books (texto de Jan Marek & Hana Knížková)
- 1965 Hollar’s Journey on the Rhine ("El viaje de Hollar por el Rin") Spring Books (texto de Miloš V. Kratochvíl)
- 1965 The Hermitage, Leningrad: Gothic and Renaissance Tapestries ("El Hermitage de Leningrado: tapices góticos y renacentistas") Hamlyn (texto de N. Biryukova)
- 1966 Africa: History of a Continent ("África: la historia de un continente") Weidenfeld & Nicolson (texto de Basil Davidson)
- 1966 Alte Afrikanische Plastik ("Plástica del África antigua") Koehler & Amelang (texto de Burchard Brentjes)
- 1966 Lamaistische Tanzmasken: der Erlik-Tsam in der Mongolei ("Máscaras de baile lamaístas: la Erlik-Tsam en Mongolia") Leipzig: Koehler & Amelang (texto de Bjamba Rintschen)
- 1967 North American Indian Art ("Arte indio de Norteamérica") Paul Hamlyn (texto de Erna Siebert)
- 1968 Woven by Hand: Egyptian Tapestries, Ramses Wissa Wassef ("Tejido a mano: tapices egipcios, Ramses Wissa Wassef") Paul Hamlyn (texto de Ramses Wissa Wassef)
- 1968 The Exotic White Man: an Alien in Asian and African Art ("El exótico hombre blanco: un alien en el arte asiático y africano") Weidenfeld & Nicolson (texto de Cottie A. Burland)
- 1969 Negro Art from the Institute of Ethnography ("Arte negro del Instituto de Etnografía") Leningrad, Paul Hamlyn (texto de Dmitry Olderogge)
- 1969 Treasures from Scythian Tombs in the Hermitage Museum ("Tesoros de las tumbas escitas en el Museo del hermitage") Leningrad, Thames and Hudson (texto de Mijaíl I. Artamov)
- 1970 Roman Forum ("El Foro Romano") Weidenfeld & Nicolson (texto de Michael Grant)
- 1971 Cities of Vesuvius ("Ciudades del Vesubio") Weidenfeld & Nicolson (texto de Michael Grant)
- 1971 The Acropolis ("La Acrópolis") Weidenfeld & Nicolson (texto de R.J. Hopper)
- 1971 The Travels of Marco Polo ("Los viajes de Marco Polo") Michael Joseph (texto de Cottie A. Burland)
- 1971 The Travels of Captain Cook ("Los viajes del capitán Cook") Michael Joseph (texto de Ronald Syme)
- 1972 The Sounds of Vienna ("Los sonidos de Viena") Weidenfeld & Nicolson (texto de J. Wechsberg)
- 1972 Egyptian Drawings ("Dibujos egipcios") Octopus Books (texto de Hannelore Kischkewitz)
- 1972 Ancient Musical Instruments ("Instrumentos musicales antiguos") Weidenfeld & Nicolson
- 1972 Westminster Abbey ("La abadía de Westminster") The Annenberg School Press con Weidenfeld & Nicolson (texto de John Betjeman, A.L. Rowse, John Pope-Hennessy, Kenneth Clark et al.)
- 1973 The Art of Vietnam ("El arte de Vietnam") Paul Hamlyn (texto de Josef Hejzlar)
- 1974 Gods and Demons in Primitive Art ("Dioses y demonios en el arte primitivo") Paul Hamlyn (texto de Cottie A. Burland)
- 1975 Feathered Serpent and the Smoking Mirror ("La serpiente emplumada y el espejo humeante") (texto de Cottie A. Burland) Reeditado con el título de The Aztecs ("Los aztecas" en 1980
- 1976 The American Indians: their Archaeology and Prehistory ("Los amerindios: su arqueología y prehistoria") Thames and Hudson (texto de Dean Snow)
- 1976 Hammer of the North (Martillo del Norte") Magnus Magnusson; reeditado con el título de Viking ("Vikingo") en 1979
- Echoes of the Ancient World ("Ecos del mundo antiguo") 15 volúmenes publicados por Orbis Publishing
- 1978 The Way of the Samurai ("El camino del samurái") Richard Storry
- 1979 Black Kingdoms, Black Peoples: the West African Heritage ("Reinos negros, pueblos negros: la herencia del África occidental") Anthony Atmore & Gillian Stacey
- 1979 People of the Totem: the Indians of the pacific North-West ("Pueblo del tótem: los indios del Noroeste del Pacífico") Norman Bancroft Hunt
- 1980 The Moors: Islam in the West ("Los moros: el Islam en Occidente") Michael Brett
- 1981 Indians of the Great Plains (Indios de las grandes llanuras") Norman Bancroft Hunt
- 1982 The Maori: Heirs of Tane ("Los maoríes: herderos de Tane") David Lewis
- 1983 Byzantium: City of Gold, City of Faith ("Bizancio: ciudad de oro, ciudad de fe") Paul Hetherington
- 1983 Bali: the Split Gate to Heaven ("Bali: la puerta dividida al cielo") Rudolf Mrázek & Bedřich Forman
- 1983 The Romans: their Gods and their Beliefs ("Los romanos: sus dioses y sus creencias") Margaret Lyttelton
- 1985 The Celts of the West ("Los celtas del Oeste") Venceslas Kruta
- 1986 In the Shadow of the Pyramids: Egypt during the Old Kingdom ("A la sombra de las pirámides: Egipto durante el Reino Antiguo") Jaromír Málek
- 1988 The Eskimos ("Los esquimales") Macdonald Orbis (texto de Ernest S. Burch, Jr)
- 1989 Tang China: Vision and Splendour of a Golden Age ("La China Tang: visión y esplendor de una edad dorada") Macdonald Orbis (texto de Edmund Capon)
- 1980 Borobudur: the Buddhist Legend in Stone ("Borobudur: la leyenda budista en piedra") Octopus (texto de Bedřich Forman)
- 1988 Indonesian Batik & Ikat: Textile art-threads of continuity ("Batik & Ikat indonesios: arte textil-hilos de continuidad") Octopus (texto de Bedřich Forman)
- 1992 The Golden Honeycomb. A Sicilian Quest ("El panal de oro. Una búsqueda siciliana") Harvill (texto de Vincent Cronin)
- 1992 The Life of the Ancient Egyptians ("La vida de los egipcios antiguos") Cambridge University Press, Oklahoma University Press (texto de Eugen Strouhal)
- 1994 Werner Forman’s New Zealand ("La Nueva Zelanda de Werner Forman") Harvill (texto de C.K. Stead)
- 1996 Hieroglyphs and the Afterlife in Ancient Egypt ("Jeroglíficos y artefactos del Egipto Antiguo") British Museum Press (texto de Stephen Quirke)
- 1996 Phoenix Rising ("El Fénix que se alza") Harvill